# A Wayward Daughter (film 1908)
A Wayward Daughter  è un cortometraggio muto del 1908. Il nome del regista non viene riportato nei credit.

## Produzione
Il film fu prodotto dalla Essanay Film Manufacturing Company.

## Distribuzione
Il film - un cortometraggio della lunghezza di 198 metri - uscì nelle sale cinematografiche USA il 16 settembre 1908.